# Aline Furtado
Aline Ribeiro Furtado (São Paulo, 2 de outubro de 1995) é uma jogadora brasileira de rugby. Ela é hooker do Rugby USP.

## Biografia
Aline Furtado concluiu o bacharelado em Educação Física na Universidade de São Paulo (USP), na capital paulista em 2019. Sua paixão pela atividade esportiva era evidente, sendo praticante de atletismo antes mesmo de ingressar na universidade. A intenção era aplicar os conhecimentos adquiridos para aprimorar seu treinamento. Durante os anos de graduação, Aline foi apresentada ao rugby, uma modalidade até então desconhecida para ela. Inicialmente, dedicou-se ao esporte por um mês e ficou encantada, mas uma concussão a levou a interromper temporariamente sua prática. Posteriormente, o basquete também se tornou parte integrante de sua vida acadêmica. Mais tarde, após se envolver na cobertura dos Jogos Olímpicos do Rio 2016, Aline se viu fascinada pelos jogos de rugby e decidiu retornar aos treinamentos no Rugby USP. Sua dedicação e desempenho notável no Campeonato Brasileiro chamaram a atenção, levando-a quase imediatamente a ser selecionada para a equipe nacional.
Em 2019, todos os atletas, incluindo Aline, tinham as Olimpíadas em mente, marcadas para o ano seguinte. As incertezas eram reduzidas e o objetivo de se tornar uma atleta olímpica estava se aproximando. No entanto, no final do ano, Aline sofreu uma lesão de ligamento cruzado anterior no joelho direito que a obrigou a se afastar dos campos por nove meses. Porém, devido a pandemia de Covid-19, as Olimpíadas de 2020 foram adiadas para o ano seguinte, dando tempo para Aline se recuperar e voltar a treinar.
Ainda no ano de 2019, Aline foi convocada para competir nos Jogos Pan-Americanos de Lima 2019. A seleção disputou o bronze contra a Colômbia, inicialmente saindo na frente por 12 a 0, mas as colombianas viraram o jogo na final, terminando em 29 a 24. Nesse mesmo ano, no início, ela foi convocada para o desafio do Hong Kong Sevens, onde a seleção teve sua preparação para o torneio na África do Sul.
Aline participou dos Jogos Olímpicos de Tóquio 2020, integrando a equipe das Yaras, a Seleção Brasileira de Rugby. A equipe ficou em 11ª lugar.
Em 2021, Aline fez parte do grupo que viajou aos Emirados Árabes para participar de dois torneios amistosos do Emirates Invitational de rugby sevens, em Dubai. No primeiro torneio, o Brasil superou França, Japão e Quênia na fase de grupos, mas enfrentou dificuldades contra Canadá e Estados Unidos. Em seguida, houve um reencontro com as francesas do time 1, que saíram vitoriosas, deixando as Yaras em quarto lugar. Na segunda edição do evento, que contou novamente com os mesmos países, a seleção brasileira repetiu a performance. Desta vez, competiu contra as norte-americanas na disputa pelo bronze, mas as rivais levaram a melhor com um placar de 24 a 19. Esses torneios foram cruciais na preparação de Aline e sua equipe para os Jogos Olímpicos de Tóquio 2020.
Ela recebeu uma condecoração do Departamento de Esportes, Lazer e Juventude da Prefeitura de Socorro, cidade natal de sua família, pelo projeto “Valorizando Atletas”, junto com o jogador de futsal Lucas Juninho.
Nos Jogos Pan-Americanos de Santiago 2023, Aline integrou novamente as Yaras. Atualmente a seleção conquistou vaga garantida para as semifinais da categoria e já venceu o Chile, por 41 a 0, e, ainda na estreia, o México, por 47 a 0.